# 万迪基
万迪基（1940年—），男，江西南昌人，中国科教电影编导，一级导演，曾任北京科学教育电影制片厂厂长、总编辑、党委书记，中国电影家协会理事。